# Sint-Niklaas
Sint-Niklaas (em francês: Saint-Nicolas) é uma cidade e um município da Bélgica localizado no distrito de Sint-Niklaas, na província de Flandres Oriental, região da Flandres.
O município de Sint-Niklaas é constituido pela cidade de Sint-Niklaas e pelas vilas de Belsele, Nieuwerken-Waas e Sinaai.
Sint-Niklaas é a capital e a maior cidade da região de Waasland, situada ente as províncias de Flandres Oriental e de Antuérpia. A cidade é conhecida por ter a maior praça de mercado na Bélgica.

## História

### Das origens ao século XIII
Se bem que tenham sido achados vestígios pré-romanos na área do a(c)tual território do município de Sint-Niklaas, o certo é que centro regional durante a época romana era a vizinha Waasmunster, localizada nas margens do rio Durme. A vila de Belsele já vem mencionada num documento do século IX. A história de Sint-Niklaas propriamente dita iniciou-se em 1217, quando o bispo de Tournai, seguindo o conselho do clero local fundou uma igreja a Saint Nicholas aqui. A nova paróquia esteve na dependência da diocese de Tournai até meados do século XVI. Politicamente, todavia, era parte do condado da Flandres. O poder da Flandres naquela época favoreceu o desenvolvimento económico da cidade, que tornou-se o centro administrativo da região em 1241. Um documento datado de 1248 indica-nos que Margarida II, condessa da Flandres, cedeu território adicional à paróquia de Sint-Niklaas, com a cláusula que deveria manter-se vazia, o que explica o pouco usual tamanho da praça central do mercado.

### Do século XIV ao século XVII
A cidade nunca foi amuralhada, a que a tornou um alvo fácil para a conquista de potenciais inimigos. Em 1381, Sint-Niklaas foi engolida por um fogo e saqueada. Todavia, a central localização de Sint-Niklaas entre Ghent e Antuérpia, não muito longe do rio Escalda, favoreceu o seu desenvolvimento futuro. Em 1513, o imperador Maximiliano de Habsburgo deu à cidade o direito de realizar um mercado semanal. Por volta de 1580, a igreja de Saint Nicholas sofreu forte destruição por parte de nómadas iconoclastas. O século XVII foi em geral um período de prosperidade que foi assinalado pelo crescimento económico, devido principalmente à indústria têxtil (linho e lã). Esta também foi a época eem que Sint-Niklaas foi dotada de edifícios de comunidade religiosas que viviam em mosteiros (Oratorianos, Franciscanos, etc) que forneceram serviços educativos, religiosos e médicos à região. Em 25 de maio de 1690, um outro incêndio destruiu a maior parte da cidade.

### Do século XVIII até à actualidade
No século XVII, o regime austríaco foi favorável a Sint-Niklaas. A indústria têxtil adaptou-se bem à mecanização e surgiu a indústria algodoeira em 1764. No final do século XVIII, a Revolução Francesa gerou um misto de intolerância religiosa e moderna administração à cidade. Napoleão visitou Sint-Niklaas em 1813 e oficialmente elevou-a à categoria de cidade. O século XIX, testemunhou um declínio geral da indústria têxtil. Várias construções foram erigidas, incluindo o edifício da a(c)tual câmara municipal/prefeitura e a Onze-Lieve-Vrouwekerk (Igreja de Nossa Senhora). Depois da Segunda Guerra Mundial, a indústria têxtil entrou numa crise aguda. Hoje, o centro histórico da cidade é principalmente uma zona de comércio e serviços.

## Património arquite(c)tónico

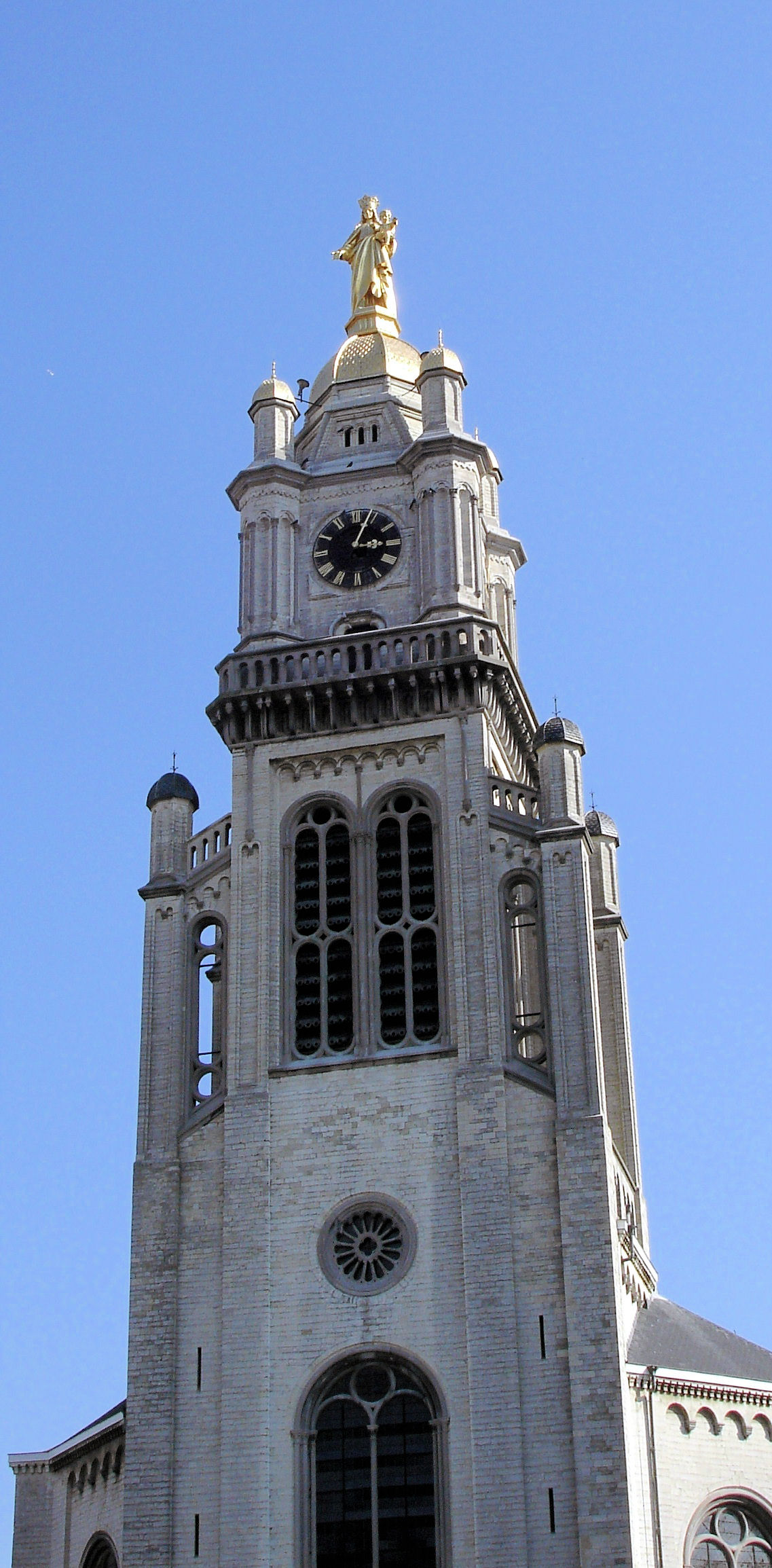
Igreja da Nossa Senhora, em Sint-Niklaas.

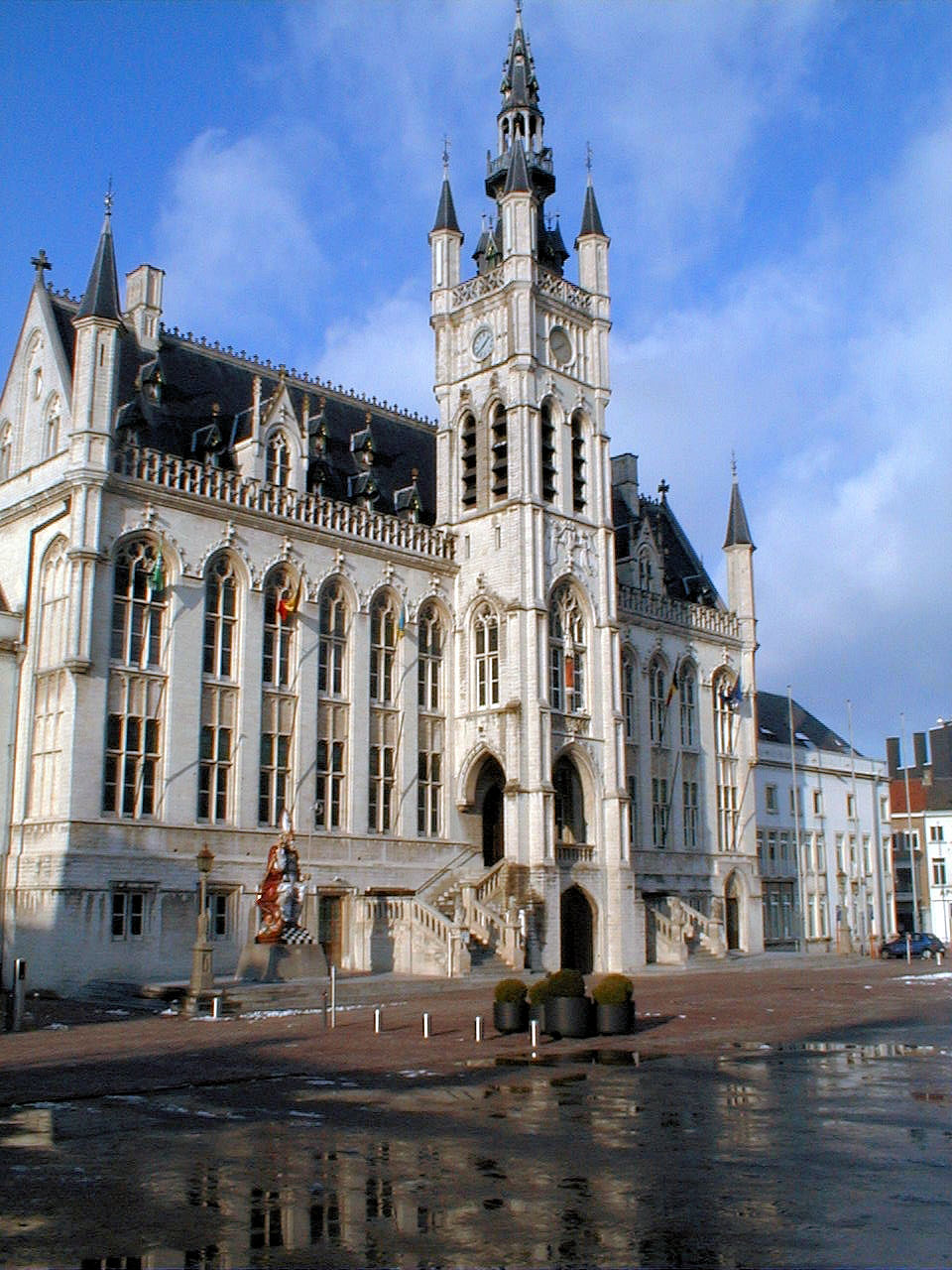
Edifício da Câmara Municipal/Prefeitura de Sint Niklaas, datado do século XIX.

- A Igreja de Saint Nicholas foi fundada no século XIII e deu o nome à cidade. Depois de fortes destruições no século XVI, o interior foi reconstruído no estilo barroco.[1]
- A Capela de São José foi construída no século XVII pelos Franciscanos.[1] Mais tarde foi integrada no seminário e a(c)tualmnte faz parte integrante da escola secundária.[1]
- A Igreja de Nossa Senhora e a o edifício da Câmara Municipal/Prefeitura, localizada ma maior praça de mercado de toda a Bélgica datam do século XIX.[1]
- O Museu Gerardus Mercator traça a história da cartografia até às suas origens. O museu também possui dois globos originais que pertenceram àquele cartógrafo.
- Outras igreja (São José, Cristo o Rei) e museus (Salão de Belas Artes, Zwijgershoek) completam a visita ao património arquite(c)tónico da cidade.

## Eventos
- No primeiro fim-de-semana de setembro, Sint Niklaas organiza um encontro internacional de balões (Vredesfeesten)
- Na última semana de cada ano, Sint-Niklaas organiza o Flanders Volley Gala, um torneio internacional de voleibol.[1]
- A cidade conserva sete gigantes: Jammeken, Mieke, Santa Claus e Zwarte Piet e três Magos: Gaspar, Melchior e Baltasar.[1]

## Presidentes de Câmara/Prefeitos
Os presidentes da Câmara/prefeitos desde 1933 foram:
- Henri Heyman  (1933-1946);
- Romain De Vidts  (1947-1962);
- Frantz Van Dorpe (1963-1976);
- Paul De Vidts (1977-1988);
- Lieven Lenaerts (1995-1996);
- Jef Foubert (1997-2000);
- Freddy Willockx (1989-1994 e 2001-).

## Habitantes famosos
- Edgar Tinel, compositor (1854-1912)
- Luis Siret, arqueólogo e ilustrador (1869-1934)
- Maurits Coppieters, politico (1920-2005)
- Alexander Baervoets, coreógrafo (1956-)
- Tom Lanoye, autor (1958- )
- Alex Callier e Raymond Geerts, músicos (Hooverphonic)
- Daniël Ost, florist (1955-)
- Marc Sleen, artista cómico (1922-)
- Paul Snoek, poeta (1933-1981)
- Tom Steels, ciclista (1971-)
- Ann Wauters, basquetebolista (1980-)
- Sandrine Van Handenhoven, artista (1984-)
- Wouter Van Bellingen, politico
- Anton van Wilderode, poeta (1918-1998)

## Geminações
As cidades-irmãs de Sint-Niklaas são:
- França: Colmar
- Itália: Lucca
- Reino Unido: Abingdon, Oxfordshire
- Alemanha: Schongau, Baviera
- Países Baixos: Gorinchem
- Chéquia: Tábor